# Cathy Lingenga
Catherine Lingenga Lyoko, detta Cathy (Mbandaka, 5 dicembre 1960), è un'ex cestista della Repubblica Democratica del Congo.

## Carriera
Con lo Zaire ha disputato due edizioni dei Campionati mondiali (1983, 1990) e due dei Campionati africani (1983, 1994).